# 岡本麻子
岡本 麻子（おかもと まこ、1977年8月30日 - ）は、日本のクラシック音楽のピアニスト。

## 経歴
大阪府に生まれる。3歳よりヤマハ音楽教室でピアノを始め、井上直幸、竹内啓子らに師事。中学卒業後に上京し、桐朋女子高等学校音楽科に入学。高校卒業後に渡独し、フライブルク州立音楽大学にてミシェル・ベロフに師事。1999年に同音大大学院を最優秀の成績で修了。その後、ディーナ・ヨッフェの元で研鑽を積み、2000年にケルン国立音楽大学の演奏家資格コースに入学。同音大で、パーヴェル・ギリロフに師事。2002年から翌年にかけてローム・ミュージックファンデーションの奨学生。2004年に国家演奏家資格に合格、最優秀で修了。2004年12月、日本に帰国し、京都市立芸術大学音楽科非常勤講師、同志社女子大学音楽学部嘱託講師となる。2015年４月から大阪教育大学教育学部教養学科芸術講座音楽コース准教授。

## 受賞歴
- 1996年 - 堺国際ピアノ・コンクール第1位[4]
- 1999年 - エピナール国際ピアノ・コンクール第1位[5]ならびにフランス音楽賞
- 2001年 - ケルン・ショパン国際コンクール第1位[6]
- 2001年 - ロン＝ティボー国際コンクール 第6位[7]
- 2003年 - エリザベート王妃国際音楽コンクールファイナリスト[8]
- 2004年 - 東京音楽コンクール第1位[9]
- 2006年 - 高松国際ピアノコンクールファイナリスト[10]
- 2007年 - パリ市国際コンクール内現代音楽ピアノ演奏対象オリヴィエ・メシアン・コンクール2007第3位サラベール財団賞[11]ならびに「幼子イエスに注ぐ20のまなざし」優秀解釈賞

## 活動
繊細な音色と色彩感豊かな表現が特徴で、近代ピアノ作品などを好んで演奏する。オリヴィエ・メシアン・コンクール2007でのガラ・コンサートにおいて、入賞者の中からただ一人抜擢され、「異国の鳥たち」をピエール・ブーレーズ指揮のもと再度共演を果たした。「幼子イエスに注ぐ20のまなざし」全曲リサイタルを東京・大阪で開催したこともある。
これまでに、仙台フィルハーモニー交響楽団、日本フィルハーモニー交響楽団、大阪フィルハーモニー交響楽団、大阪交響楽団、読売日本交響楽団、東京交響楽団、韓国・仁川フィルハーモニー、ロレーヌ・フィルハーモニー、フランス国立放送管弦楽団、ベルギー国立管弦楽団、アンサンブル・アンテルコンテンポラン、梅田俊明、西本智実、寺岡清高、柳澤寿男、北山幸男、カルロス・カルマー、ジャック・ラコンブ、ジルベール・ヴァルガ、ピエール・ブーレーズ、大谷玲子、林裕、池上英樹、樫本大進、幣隆太郎、長原幸太、文屋充徳と共演している。

## ディスコグラフィー
- Visionary Pianism 〜幻想的ピアニズム〜 (2011年12月14日, Arche music Studio)
- ドビュッシー 12の練習曲集 (2007年6月8日, Salycus)
- メシアン 幼子イエスに注ぐ20のまなざし (2015年9月25日, ナミ・レコード)